# (785) Zwetana
(785) Zwetana est un astéroïde de la ceinture principale.

## Caractéristiques
Il a été découvert le 30 mars 1914 par Adam Massinger à Heidelberg. Sa désignation provisoire était 1914 UN.
Le nom Zwetana fait référence à Svetlana Popova, fille de Kyrille Popov, un mathématicien bulgare.

Les calculs d'après les observations de l'IRAS lui accordent un diamètre d'environ 49 kilomètres.